# نيل ايفرت ستيفنز
نيل ايفرت ستيفنز (بالإنجليزية: Neil Everett Stevens)‏ (6 أبريل 1887 - 26 يونيو 1949)، اختصاصي الفطريات والنباتات وطبيب شرعي أمريكي شغل منصب رئيس الجمعية النباتية في واشنطن (1931) والجمعية النباتية الأمريكية (1948).

## روابط خارجية
- أعمال أو نبذة عن نيل ايفرت ستيفنز على أرشيف الإنترنت